# Муслиманско освајање Сирије и Египта
Муслиманско освајање Сирије и Египта трајало је 8 година, од 634. до 642. године. У овом периоду Византијом је владао цар Ираклије, а Арапима калифи из Рашидунског калифата. 

## Увод
Година почетка византијских победа над Персијанцима у Византијско-персијском рату поклапа се са годином муслиманске хиџре. Док је Ираклије покоравао Персију, Мухамед је поставио камен темељац за политичко и религијско уједињење Арапа. Неколико година након Мухамедове смрти почињу арапске сеобе подстицане неплодним завичајем. Прве жртве њихових освајања била су два суседна велика царства: Византија и Персија. Ослабљене међусобним борбама нису представљале проблем Арапима. Персија пада већ у првом налету, а источне провинције Византије освојене су за непуну деценију после пророкове смрти. У пораженој Персији настала је збрка, а узурпатори су се смењивали једни за другим; кичма сасанидског краљевства била је сломљена. И победник у рату, Византија, имала је проблеме. Исцрпљена борбама са Персијом, али и религијским свађама Цариграда са његовим оријенталним провинцијама које су појачавале сепаратистичке тежње сиријског и коптског становништва није била спремна да пружи озбиљан отпор Арапима. Неорганизована војска нарочито је олакшала посао Арапима.

## Освајање Сирије
Арапи су под водством великог освајача, калифа Омара 634. године провалили на територију Византије и крстаре провинцијама које су недавно освојене од Персије. После вишемесечног маневрисања обе стране, 20. августа 636. године одиграла се велика битка која је одлучила судбину Сирије. До сукоба је дошло у долини реке Јармук где је арапска војска под водством Халид ибн ел Велида однела убедљиву победу над византијском војском. Битком на Јармуку сломљен је византијски отпор и одлучена судбина Сирије. Престоница Сирије, Антиохија предала се Арапима без борбе. 
У Палестини, отпор који је пружао јерусалимски патријарх Софроније одржавао је град годину дана у опсади, али је напослетку капија Јерусалима отворена освајачу Омару. Након освајања Јерусалима, Арапи проваљују у Јерменију и 640. године освајају јерменску најјачу тврђаву Двин. Током арапских освајања упада у очи Ираклијева одсутност са места борби. Ираклије је у почетку покушавао да организује отпор, али се после битке на Јармуку повукао и одустао од борбе. Умро је 11. фебруара 641. године. 
Следеће, 642. године сломљена је персијска војска у бици код Нихаванде.

## Освајање Египта
Истовремено са ратовима против Персије, Арапи су освајали и византијски Египат. Византијске снаге су принуђене да се повуку из главног града провинције, Александрије. Александрија, након осамнаестомесечне опсаде пара у арапске руке. 29. септембра 642. године, арапски војсковођа улази у град Александра Великог. Одатле, он осваја градове Пентаполис и Триполи. 645. године, Византинци успевају накратко да преотму Александрију, али она већ 646. године поново пада у Арапске руке. Након тог поновног пада Александрије у арапске руке, Византија је коначно изгубила Египат, своју најбогатију и привредно најважнију провинцију. Средиште арапског Египта био је град Фустат. 